# Тимановское сельское поселение
Тимановское сельское поселение — сельское поселение в составе Бабушкинского района Вологодской области.
Центр — деревня Тиманова Гора.
Население по данным переписи 2010 года — 796 человек, оценка на 1 января 2012 года — 766 человек.
Образовано 1 января 2006 года в соответствии с Федеральным законом № 131 «Об общих принципах организации местного самоуправления в Российской Федерации».
В состав сельского поселения вошёл Тимановский сельсовет.

## География
Сельское поселение расположено на северо-востоке Бабушкинского района. Оно граничит с поселением Игмасское Нюксенского района; с Рослятинским, Миньковским, Демьяновским сельскими поселениями Бабушкинского района, Игмасским сельским поселением Нюксенского района, Медведевским сельским поселением Тотемского района.
На территории поселения протекают реки Илеза и Кептур. В деревне Пожарище находится недействующая церковь святителя Николая Чудотворца 1866 года.

## Экономика
Основное предприятие: Харинское лесничество.
На территории сельского поселения находятся
Тимановская средняя общеобразовательная школа,
Березовская амбулатория,
Харинский медпункт,
почтовое отделение,
Дом культур,
библиотека,
пожарное депо.

## Населённые пункты
В 1999 году был утверждён список населённых пунктов Вологодской области. С тех пор состав Тимановского сельсовета не изменялся.
с 2020 года в состав сельского поселения входят 14 населённых пунктов, в том числе
13 деревень,
1 посёлок.
| Населённый пункт       | ОКАТО          | Рег. номер | Расстояние до районного центра, км | Расстояние до центра поселения, км | Индекс | Координаты                      |
| ---------------------- | -------------- | ---------- | ---------------------------------- | ---------------------------------- | ------ | ------------------------------- |
| деревня Алексейково    | 19 208 860 002 | 395        | 46                                 | 5                                  | 161360 | 59°54′40″ с. ш. 43°45′43″ в. д. |
| посёлок Березовка      | 19 208 860 003 | 396        | 44                                 | 1                                  | 161565 | 59°56′55″ с. ш. 43°42′44″ в. д. |
| деревня Варнавино      | 19 208 860 004 | 397        | 49                                 | 7                                  | 161565 | 59°59′36″ с. ш. 43°44′25″ в. д. |
| деревня Дор            | 19 208 860 006 | 399        | 35                                 | 7                                  | 161565 | 59°54′35″ с. ш. 43°34′55″ в. д. |
| деревня Доркин Починок | 19 208 860 007 | 400        | 43                                 | 0,5                                | 161565 | 59°55′55″ с. ш. 43°40′20″ в. д. |
| деревня Жилкино        | 19 208 860 008 | 401        | 43                                 | 0,5                                | 161565 | 59°55′48″ с. ш. 43°41′12″ в. д. |
| деревня Мулино         | 19 208 860 009 | 402        | 49                                 | 7                                  | 161565 | 59°59′30″ с. ш. 43°43′16″ в. д. |
| деревня Овсянниково    | 19 208 860 010 | 403        | 43                                 | 0,5                                | 161365 | 59°56′02″ с. ш. 43°42′05″ в. д. |
| деревня Подгорная      | 19 208 860 011 | 404        | 50                                 | 9                                  | 161365 | 59°59′42″ с. ш. 43°44′14″ в. д. |
| деревня Пожарище       | 19 208 860 012 | 405        | 50,5                               | 7,5                                | 161365 | 59°59′09″ с. ш. 43°43′30″ в. д. |
| деревня Тиманова Гора  | 19 208 860 001 | 394        | 43                                 | —                                  | 161365 | 59°56′17″ с. ш. 43°41′52″ в. д. |
| деревня Харино         | 19 208 860 013 | 406        | 48                                 | 5                                  | 161365 | 59°58′36″ с. ш. 43°45′09″ в. д. |
| деревня Холм           | 19 208 860 014 | 407        | 44                                 | 7                                  | 161365 | 59°53′02″ с. ш. 43°38′56″ в. д. |
| деревня Чупино         | 19 208 860 015 | 408        | 49                                 | 6                                  | 161365 | 59°58′53″ с. ш. 43°45′46″ в. д. |

Населённый пункт, упразднённый 27.11.2020.
| Населённый пункт | ОКАТО          | Рег. номер | Расстояние до районного центра, км | Расстояние до центра поселения, км | Индекс | Координаты                      |
| ---------------- | -------------- | ---------- | ---------------------------------- | ---------------------------------- | ------ | ------------------------------- |
| деревня Веретея  | 19 208 860 005 | 398        | 49                                 | 12                                 |        | 59°51′57″ с. ш. 43°43′07″ в. д. |